# La Crosse, Kansas
La Crosse är administrativ huvudort i Rush County i Kansas. Enligt 2020 års folkräkning hade La Crosse 1 266 invånare.